# 교단

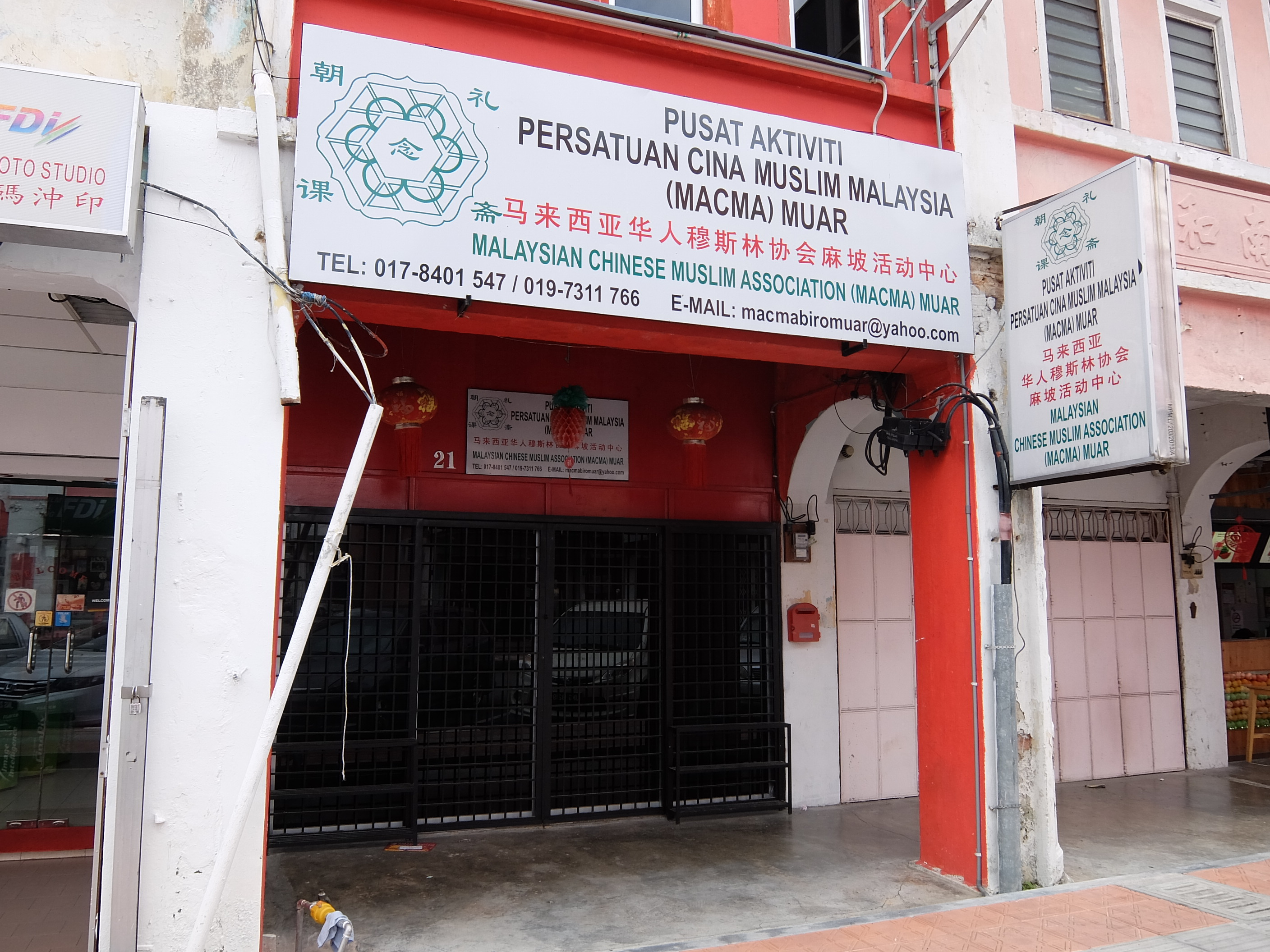
말레이시아 조호르주에 위치한 이슬람 종교단체.

교단(敎團, religious body)이란 교리적으로 일치를 이루거나 같은 신앙고백서를 인정하며 서로 협력하는 종교 단체들의 모임이다. 불교에서는 종단이라고도 한다. 대한민국 개신교에는 대한예수교장로회(통합), 대한예수교장로회(합동), 기독교대한감리회, 기독교대한성결교회를 비롯해 다양한 교단이 존재한다. 개신교에서는 한 교파가 여러 개의 교단으로 나뉘기도 한다. 이를테면 대한민국에서 대한예수교장로회는 대한예수교장로회(통합) 교단, 대한예수교장로회(합동) 교단, 대한예수교장로회(합신) 교단, 대한예수교장로회총회(고신), 한국기독교장로회 등으로 나뉘어 있다.

## 같이 보기
- 노회
- 개신교